# Биверлоџ (Алберта)
Биверлоџ (енгл. Beaverlodge) је малена варош у северозападном делу канадске провинције Алберта, у статистичкој регији Северна Алберта. Варошица се налази свега 48 км источно од провинцијске границе са Британском Колумбијом, односно 43 км западно од града Гранд Прери.
Насеље лежи у подручју прелазне екотон зоне шумостепе јасике која се налази између прерија и бореалних шума. Клима је континентална са јаким утицајем хладних ваздушних маса са севера. Зиме су веома хладне и дуге док су лета доста блага. Температуре изнад 30 °C током лета су веома ретке.
Према резултатима пописа становништва из 2011. у вароши је живело 2.365 становника у 981 домаћинству, што је за 4,5% више у односу на стање из 2006. када је регистровано 2.264 становника.
Године 2004. у парку у централном делу насеља подигнута је велика статуа дабра, животиње по којој је варош и добила име (енгл. Beaver - дабар).

## Становништво
| 2006. | 2011. |
| ----- | ----- |
| 2.264 | 2.365 |